# Carlo Sgorlon
Carlo Sgorlon (Cjassà, 1930) és un escriptor en friülà i en italià. Passà la seva joventut al camp, on assolí la cultura popular friülana. Estudià a l'Escola Normal de Pisa, on es graduà en lletres amb un estudi sobre Franz Kafka, i s'especialitzà a Múnic. Posteriorment va donar classes d'italià a un institut d'Udine. Ha rebut molts premis literaris en italià i ha escrit alguns contes en friülà.

## Obres

### Contes
- La poltrona - Mondadori (1968) - Milà 2 edició
- La notte del ragno mannaro (1979) - Udine, Pordenone 4 edició
- La luna color ametista Rebellato / Mondadori (1972) - Padova, Milà 3 edició
- Il vento nel vigneto - Gremese (1973) - Roma 12 edició
- Il trono di legno - Mondadori (1973) - Milà 26 edició
- Regina di Saba - Mondadori (1975) - Milà 3 edició
- Gli dei torneranno - Mondadori (1977) - Milà 10 edició
- La carrozza di rame - Mondadori (1979) - Milà 9 edició
- La contrada - Mondadori (1981) - Milà 7 edició
- La conchiglia di Anataj - Mondadori (1983) - Milà 18 edició
- L'armata dei fiumi perduti - Mondadori (1985) - Milà 22 edició
- I sette veli - Mondadori (1986) - Milà 4 edició
- L'ultima valle - Mondadori (1987) - Milà 5 edició
- Il caldéras - Mondadori (1988) - Milà 9 edició
- La fontana di Lorena - Mondadori (1990) - Milà 7 edició
- La tribù - edició Paoline (1990) - Milà
- Il patriarcato della luna - Mondadori (1991) - Milà 5 edició
- La foiba grande - Mondadori (1992) - Milà 9 edició
- Marco d'Europa - edició Paoline (1993) - Milà 2 edició
- Il guaritore - Mondadori (1993) - Milà
- Il regno dell'uomo - Mondadori (1994) - Milà 2 edició
- Il costruttore - Mondadori (1995) - Milà 3 edició
- La malga di Sîr - Mondadori (1997) - Milà 7 edició
- Il processo di Tolosa - Mondadori (1998) Milà 5 edició
- Il filo di Seta - Piemme (1999) - Casale Monferrato 3 edició
- La tredicesima notte - Mondadori (2001) - Milà 6 edició
- L'uomo di Praga - Mondadori (2003) - Milà 2 edició
- Le sorelle boreali - Mondadori (2004) - Milà
- Il velo di Maya - Mondadori (2006) - Milà
- L'alchimista degli strati - Mondadori (2008) - Milà
- La penna d'oro - Morganti (2008) - Treviso

### Narracions
- Il paria dell'universo - Gremese (1979)- Roma
- Il quarto Re mago - Studio Tesi (1986) - Pordenone 3 edizioni
- Racconti della terra di Canan - Mondadori (1989) - Milano 4 edizioni

### Contes en friülà
- Prime di sere - Soc. Filologica Friulana (1970) - Udine 5 edizioni
- Il Dolfin - La Panarie / Vattori (1982) - Udine 3 edizioni